# Emberi Hang díj
Az Emberi Hang díjat Patak Gábor Gaba alapította 2014-ben. Olyan személyek kaphatják meg, akik a szeretet, a béke, a humanizmus, a tolerancia és a segítségnyújtás mezsgyéjén járnak. Az emberi hangon, emberi módon való cselekedetek nagyon fontosak a mai gyűlölettel és irigységgel teli világban. A díjazottak elutasítják a rasszizmust, a kirekesztést, a homofóbiát. Emberi Hangon címmel 2017-ben írt a Díj számára himnuszt Gyémánt Ferenc Artisjus díjas zeneszerző, szövegíró.

## Az Emberi Hang díj szabályzata
Emberi Hang díjra jelölhető, aki a szeretet, a béke, a humanizmus, a tolerancia és a segítségnyújtás mezsgyéjén jár, és valamennyi kritériumnak megfelel. Életével, tetteivel példa arra, hogy emberi módon is lehet élni és önzetlenül segíteni másoknak.

### Emberi Hang díjra nem jelölhető
Az egyesület tagsága, önkéntesei, partnerségi szerződésben álló más intézmények vagy szervezetek, sem valamennyiük családtagja vagy közvetlen hozzátartozója.

### Emberi Hang díjas lehet
Akit a közönség az internetes listás szavazáson – amit a Kuratórium állított össze a beérkezett ajánlások alapján – a legtöbb, a szabályzatban rögzített számú szavazattal ajándékoz meg.
A Kuratórium döntése alapján érdemes a díjra.
A szavazás időtartama 30 naptári nap. A jelölt állítás szintén 30 naptári nap. Ezekről információt, mindig az Internetes felületeken teszi közzé az Egyesület. A jelöltek nevét, bemutatását is az Interneten keresztül kell e-mailben elküldeni az Egyesület részére. A Kuratórium 5  tagból áll, melynek elnöke mindenkor az Egyesület elnökével azonos.
Az Emberi Hang díjakat egy gála keretében osztják ki évente egy alkalommal. Maximum 15 díjat lehet kiosztani.  Előfordulhat, hogy év közben a Kuratórium úgy dönt, hogy valakit külön díjaz, aki nem a díjátadón veszi át a megtisztelő címet, hanem más helyszínen, más időben.
Az Emberi Hang díjat a Kuratórium bármikor megvonhatja a 2014 óta díjazottaktól, ha arra érdemtelenné válnak. Ennek vizsgálata akkor történik meg, ha valamelyik korábbi díjazott olyan cselekedetet hajt végre, mely nem elfogadható a díj értékrendjéhez. E tény megállapításának vizsgálata során a díjazott írásbeli vallomására is szükség van, amennyiben ettől elzárkózik automatikusan megvonják tőle a díjat.
Emberi Hang díjra jelölni olyan személyt, aki már egyszer elérte a díjat, csupán 10 évente lehet. Tehát többször is megkaphatja egy adott személy az életében. Emberi Hang díjjal kitüntetett viszont halála után posztumusz díjat nem kaphat.
A Kuratórium tagság: elnöke az Egyesület mindenkori elnökével megegyezik. A Kuratóriumnak rajta kívül négy másik tagja van, akiket az Elnök kér fel minden év március 1-éig. Mandátumuk egy évre szól, de meghívhatók az év lejárta után is a Kuratóriumba. Így Kuratóriumi tag nem csupán az egyesület tagságából kerülhet, ki, hanem a szervezethez nem kötődő személy is. A Kuratórium titkára címet a három tag egymás közt szavazással dönti el, hogy ki viselje e titulust. A titkár feladata – az elnök mellett – az oklevelek aláírása és a jegyzőkönyvek vezetése.

## Díjazottak

### 2014-es díjazottak
- Bach Szilvia
- Horváth Gyöngyi
- Tolnai András

### 2015-ös díjazottak
- Radics Márk József, főszerkesztő
- Némedi Mari, színésznő
- Rácz Kati, énekesnő
- Győry Mária, alternatív nagymester tanár
- Amanda Elstak, transzszexuális előadóművész, az Emberi Értékek Díjátadó Gála és Jótékonysági Koncert műsorvezetője,
- Barabás Miki, énekes
- Feyér Zita, énekesnő
- Jalcs Irén, író , költő
- Kovács Gigi, énekesnő ,
- Blazsej Balázs vállalkozó

### 2016-os díjazottak
- dr. Dulai Roland, Ókatolikus püspök, ügyvéd
- Desire Dubounet, orvos, professzor, nemzetközi biofeedback szaktekintély, transzszexuális énekesnő
- Müller Júlia
- Nova Brigitta
- Rupa Ilona
- Joka Daróczi János
- dr. Hajdú Sándor
- Rupa Éva
- Mercy Együttes
- A Posztumusz Díjat Kabos László kapta.[3]

### 2017-es díjazottak
- Emberi Hang Életműdíjat kapott Törőcsik Mari[4]
- Barna Gusztáv vállalkozó
- Lengyeltóti Bence informatikus
- Tony Oprea énekes
- Gányiné Tini Chris újságíró
- Kiss Anikó a SZOCSOMA vezetője
- Rostás- Farkas György magyar cigány író, költő, műfordító, újságíró, népművelő, a cigányság hagyományainak és nyelveinek kutatója
- Rák Kati színművésznő
- Daróczi Ágnes, aki sokoldalú képzettségű és tehetségű ember, aki az elektronikus újságírás mellett etnológus, kulturális menedzser és előadóművészként is tevékenykedik
- Brandt Viktor, az álomszállító
- Média kategóriában: a Mercy Rádió
- A posztumusz díjat Krämer László egykori pásztói képviselő, vállalkozó kapta

### 2018-as díjazottak
- Presser Gábor Életműdíj
- Korda György Életműdíj
- Balázs Klári  Életműdíj
- Madarász Katalin  Életműdíj
- Schmuck Andor
- Kéri Ibolya MOHA elnöke, Közönségdíj
- Barna Gusztáv Jótékonysági Nagykövet
- Bobák Róbert riporter, újságíró
- Ajtai Péter
- Somhegyi Vera Posztumusz Díj
- Helle Maximilian[5]

### 2019-as díjazottak
- Urbán Erika[6] Életműdíj
- Grijnovitz Anikó

### 2020-as díjazottak
- Galambos Erzsi Életműdíj[7]
- Somló Tamás Posztumusz Díj
- Czutor Zoltán magyar zeneszerző, szövegíró, előadó, énekes

### 2021-es díjazottak

#### Életműdíjasok
- Toldy Mária énekesnő, énektanár
- Leblanc Győző operaénekes

#### Emberi Hang Díjasok
- Rátonyi Hajni színésznő
- Koreck Mária erdélyi egyesületi elnök
- Sárközi Anita énekesnő
- Tóth Éva operettprimadonna
- Czető Bernát László forgatókönyvíró
- Takáts Tamás énekes
- Gerendás Péter énekes

#### Emberi Hang Posztumusz Díjasok
- Rátonyi Róbert színművész
- Kovács György Magyar Ökölvívó Szakszövetségnek Elnökség Tagja, a fegyelmi bizottság elnöke.

### 2022-es díjazottak[8]

#### Életműdíjasok
- Esztergályos Cecília Kossuth-díjas színésznő
- Koltai Róbert színész

#### Emberi Hang Díjasok
- Prof. Dr. Papp Zoltán
- Prof. Dr. Váradi Valéria
- Kristóf Katalin erdélyi énekesnő
- Katus Attila világbajnok
- Karda Beáta énekesnő
- Csonka András színész, énekes, műsorvezető

#### Emberi Hang Posztumusz Díjas
- Dés (Klingenberg) Magda